# دار بريبولز للنشر
دار بريبولز للنشر (بالإنجليزية: Brepols) هي مؤسسة نشر عريقة من أقدم وأكبر المطابع الأوروبية حيث تأسست في مدينة تورنهاوت -بلجيكا سنة 1795م. لها مكتب في سالونيك (اليونان)، وفروع تحريرية في فرنسا وأستراليا والولايات المتحدة الأمريكية. تختص الدار في مجال العلوم الإنسانية، مع التركيز بشكل خاص على التاريخ والآثار وتاريخ الفنون واللغة والأدب. وهي الآن معروفة بتخصصها في الدراسات التاريخية والآثارية، بما في ذلك مجموعة (Corpus Christianorum) الشهيرة.